# Paratrichius inscriptus
Paratrichius inscriptus är en skalbaggsart som beskrevs av Gilbert John Arrow 1938. Paratrichius inscriptus ingår i släktet Paratrichius och familjen Cetoniidae. Inga underarter finns listade i Catalogue of Life.